# 絲袋貂
絲袋貂（學名：Phalanger sericeus）是一種有袋類袋貂科動物，棲息於印度尼西亞及巴布亞新幾內亞的高海拔山區。